# Milan Jagnešák
Milan Jagnešák (Rabčice, 29 agosto 1969) è un bobbista slovacco.
Pluricampione nazionale, ha partecipato a quattro edizioni dei Giochi olimpici invernali.

## Biografia
Ha iniziato a dedicarsi attivamente al bob nel 1998, venendo selezionato come pilota della Nazionale di bob della Slovacchia e iniziando a partecipare alle principali competizioni internazionali, mostrando a volte risultati piuttosto buoni. Grazie a una serie di prestazioni di successo, conquistò il diritto di rappresentare il proprio Paese alle Olimpiadi di Salt Lake City 2002, dove si è classificato trentesimo nella classifica dell'equipaggio biposto e ventiquattresimo nella classifica a quattro posti. Ha preso parte alle gare di Coppa del Mondo con alterni successi, piazzandosi più volte tra i primi venti, ma soprattutto tra i primi trenta. Nel 2006 ha gareggiato alle Olimpiadi di Torino, migliorando la prestazione, piazzandosi al venticinquesimo posto nel bob a due e ventesimo nel bob a quattro.
A causa della forte concorrenza, Jagnešák è stato costretto a trascorrere le due stagioni successive in competizioni secondarie meno significative come la Coppa Europa, dove ottenne buoni risultati come la medaglia di bronzo con il bob a quattro nel gennaio 2008 nella tappa di Winterberg, in Germania. Nella stessa stagione partecipò alle gare del Campionato del Mondo ad Altenberg, classificandosi ventitreesimo con un equipaggio biposto e ventunesimo con una quattro posti. Quindi l'atleta ha gareggiato attivamente nelle fasi della Coppa del Nord America, fermandosi più volte a un passo dal podio. Nel dicembre 2009, vinse comunque una medaglia di bronzo nella tappa della Coppa America a Park City, finendo terzo nella classifica a quattro, mentre una settimana dopo prese il bronzo a Calgary, in Canada.
Rimanendo il leader della squadra slovacca di bob, Milan Jagnešák guadagnò un numero sufficiente di punti in classifica e si era qualificato per i Giochi Olimpici di Vancouver 2010 con un equipaggio a due posti che alla fine finì tra i primi venti, mentre con il bob a quattro dovette ritirarsi dopo essersi ribaltato nella prima manche. Nonostante i suoi quarant'anni, Jagnešák non ha abbandonato lo sport e ha continuato a viaggiare sulle tappe della Coppa del Mondo: ai Campionati del Mondo 2011 a Koenigssee, in Germania, ha ottenuto ventisettesimo posto con il bob a quattro, un anno dopo ai Campionati del Mondo a Lake Placid, in America, nella stessa disciplina, è stato squalificato dopo la terza manche. Nella stagione 2012-2013 fu confermato come leader della squadra slovacca di bob, conquistando il trentesimo posto ai Campionati del Mondo di Sankt Moritz, in Svizzera. Nel 2014, Jagnešák ha partecipato ai Giochi olimpici di Soči 2014, dove si è classificato venticinquesimo nella gara del bob a quattro.
Il 29 gennaio 2017 venne arrestato dalla Agenzia nazionale anticrimine (NAKA) della polizia slovacca nel corso di un'indagine su malavitosi del clan dei Takáčovci, venendo poi scarcerato il 10 febbraio.